# Pano Deftera
Pano Deftera (gr. Πάνω Δευτερά) – wieś w Republice Cypryjskiej, w dystrykcie Nikozja. W 2011 roku liczyła 2789 mieszkańców.